# Eremicamima cedestiella
Eremicamima cedestiella är en fjärilsart som beskrevs av Philipp Christoph Zeller 1868. Eremicamima cedestiella ingår i släktet Eremicamima och familjen Symmocidae. Inga underarter finns listade i Catalogue of Life.